# Borș (Bihor)
Pour les articles homonymes, voir Borș.
Borș (Bors en hongrois) est une commune roumaine du județ de Bihor, en Transylvanie, dans la région historique de la Crișana et dans la région de développement Nord-Ouest.

## Géographie
La commune de Borș est située dans l'ouest du județ, à la frontière avec la Hongrie, dans la plaine de la Crișana, à 7 km à l'ouest d'Oradea, le chef-lieu du județ. La commune fait partie depuis 2005 de la nouvelle région métropolitaine d'Oradea.
La municipalité est composée des quatre villages suivants, nom hongrois, (population en 2002) :
- Borș, Bors (1 160), siège de la commune ;
- Santăul Mare, Nagyszántó (335) ;
- Santăul Mic, Kisszántó (452) ;
- Sântion, Biharszentjános (1 462).

## Histoire
La première mention écrite du village de Borș date du XIIIe siècle sous le nom de Bursa.
La commune, qui appartenait au royaume de Hongrie, en a donc suivi l'histoire.
Après le compromis de 1867 entre Autrichiens et Hongrois de l'empire d'Autriche, la principauté de Transylvanie disparaît et, en 1876, le royaume de Hongrie est partagé en comitats. Borș intègre le comitat de Bihar (Bihar vármegye).
À la fin de la Première Guerre mondiale, l'Empire austro-hongrois disparaît et la commune rejoint la Grande Roumanie au traité de Trianon.
En 1940, à la suite du deuxième arbitrage de Vienne, elle est annexée par la Hongrie jusqu'en 1944. Elle réintègre la Roumanie après la Seconde Guerre mondiale au traité de Paris en 1947.

## Politique
| Période                                  | Période  | Identité    | Étiquette | Qualité |
| ---------------------------------------- | -------- | ----------- | --------- | ------- |
| Les données manquantes sont à compléter. |          |             |           |         |
| 1996                                     | En cours | Géza Bátori | UDMR      |         |

| Parti | Parti                                           | Sièges |
| ----- | ----------------------------------------------- | ------ |
|       | Union démocrate magyare de Roumanie (UDMR)      | 11     |
|       | Parti social-démocrate (PSD)                    | 1      |
|       | Parti populaire hongrois de Transylvanie (PPMT) | 1      |

## Religions
En 2002, la composition religieuse de la commune était la suivante :
- Réformés, 79,84 % ;
- Catholiques romains, 10,88 % ;
- Chrétiens orthodoxes, 5,10 % ;
- Baptistes, 1,37 % ;
- Grecs-Catholiques, 0,38 % ;
- Pentecôtistes, 0,35 %.

## Démographie
En 1910, à l'époque austro-hongroise, la commune comptait 3 428 Hongrois (98 %) et 63 Roumains (1,15 %).
En 1930, on dénombrait 3 253 Hongrois (89,71 %), 341 Roumains (9,40 %) et 22 Juifs (0,61 %).
En 1956, après la Seconde Guerre mondiale, 3 396 Hongrois (93,89 %) côtoyaient 210 Roumains (5,81 %) et 7 rescapés juifs (0,19 %).
En 2002, la commune comptait 3 163 Hongrois (92,78 %), 207 Roumains (6,07 %) et 32 Roms (0,93 %). On comptait à cette date 1 910 ménages et 1 330 logements.
| 1880  | 1890  | 1900  | 1910  | 1920  | 1930  | 1941  | 1956  | 1966  |
| ----- | ----- | ----- | ----- | ----- | ----- | ----- | ----- | ----- |
| 3 384 | 3 926 | 4 016 | 3 498 | 3 810 | 3 626 | 3 366 | 3 617 | 3 652 |

| 1977  | 1992  | 2002  | 2007  | - | - | - | - | - |
| ----- | ----- | ----- | ----- | - | - | - | - | - |
| 3 941 | 3 285 | 3 409 | 3 489 | - | - | - | - | - |

## Économie
L'économie de la commune repose sur l'agriculture et les activités commerciales et de transports liées à la situation de la commune sur la frontière hongroise.

## Communications

### Routes
Borș est située sur la route nationale DN1 (Route européenne 60) Oradea-Budapest.

### Voies ferrées
Borș est située sur la ligne de chemin de fer Oradea-Berettyóújfalu.

## Lieux et monuments
- Borș, église réformée du XVIIe siècle.